# Monceau-lès-Leups
Pour les articles homonymes, voir Monceau.
Monceau-lès-Leups [mɔ̃so lɛ lø] est une commune française située dans le département de l'Aisne en région Hauts-de-France.

## Géographie

### Localisation
Village situé dans le nord de l'Aisne. Ses villages voisins sont Versigny, Courbes, Nouvion-et-Catillon, Remies et Couvron-et-Aumencourt.

### Hydrographie
La commune est située dans le bassin Seine-Normandie. Elle n'est drainée par aucun cours d'eau,.

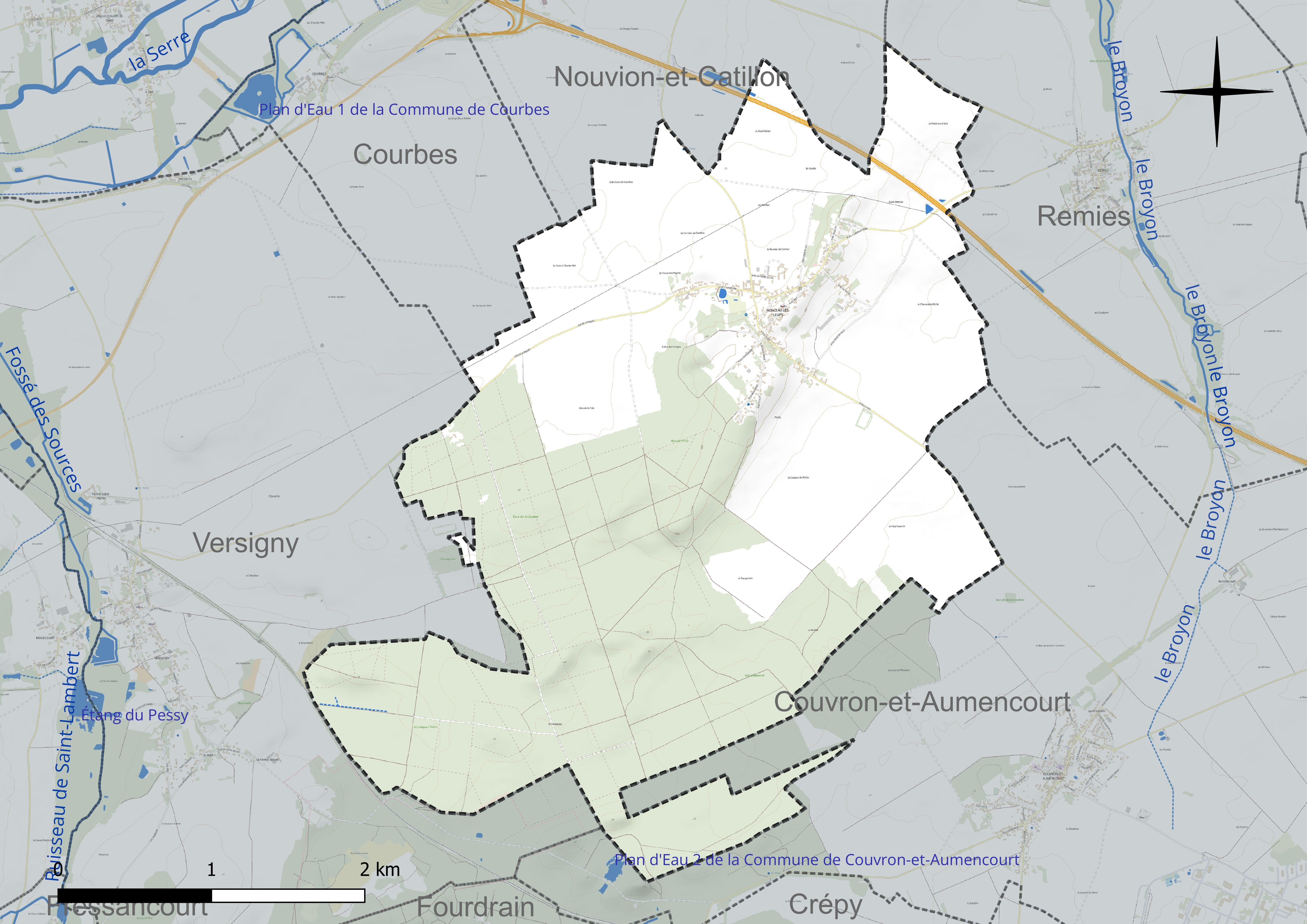
Réseau hydrographique de Monceau-lès-Leups.

### Climat
Pour des articles plus généraux, voir Climat des Hauts-de-France et Climat de l'Aisne.
En 2010, le climat de la commune est de type climat océanique dégradé des plaines du Centre et du Nord, selon une étude du CNRS s'appuyant sur une série de données couvrant la période 1971-2000. En 2020, Météo-France publie une typologie des climats de la France métropolitaine dans laquelle la commune est exposée à un climat océanique altéré et est dans la région climatique Nord-est du bassin Parisien, caractérisée par un ensoleillement médiocre, une pluviométrie moyenne régulièrement répartie au cours de l'année et un hiver froid (3 °C).
Pour la période 1971-2000, la température annuelle moyenne est de 10,3 °C, avec une amplitude thermique annuelle de 15 °C. Le cumul annuel moyen de précipitations est de 734 mm, avec 11,8 jours de précipitations en janvier et 8,7 jours en juillet. Pour la période 1991-2020, la température moyenne annuelle observée sur la station météorologique la plus proche, située sur la commune d'Aulnois-sous-Laon à 11 km à vol d'oiseau, est de 11,0 °C et le cumul annuel moyen de précipitations est de 685,6 mm,. Pour l'avenir, les paramètres climatiques de la commune estimés pour 2050 selon différents scénarios d'émission de gaz à effet de serre sont consultables sur un site dédié publié par Météo-France en novembre 2022.

## Urbanisme

### Typologie
Au 1er janvier 2024, Monceau-lès-Leups est catégorisée commune rurale à habitat dispersé, selon la nouvelle grille communale de densité à 7 niveaux définie par l'Insee en 2022.
Elle est située hors unité urbaine. Par ailleurs la commune fait partie de l'aire d'attraction de Laon, dont elle est une commune de la couronne,. Cette aire, qui regroupe 106 communes, est catégorisée dans les aires de 50 000 à moins de 200 000 habitants,.

### Occupation des sols
L'occupation des sols de la commune, telle qu'elle ressort de la base de données européenne d'occupation biophysique des sols Corine Land Cover (CLC), est marquée par l'importance des forêts et milieux semi-naturels (47,5 % en 2018), une proportion identique à celle de 1990 (47,5 %). La répartition détaillée en 2018 est la suivante : 
forêts (47,5 %), terres arables (45,1 %), zones urbanisées (5,1 %), zones agricoles hétérogènes (2,3 %).
L'évolution de l'occupation des sols de la commune et de ses infrastructures peut être observée sur les différentes représentations cartographiques du territoire : la carte de Cassini (XVIIIe siècle), la carte d'état-major (1820-1866) et les cartes ou photos aériennes de l'IGN pour la période actuelle (1950 à aujourd'hui).

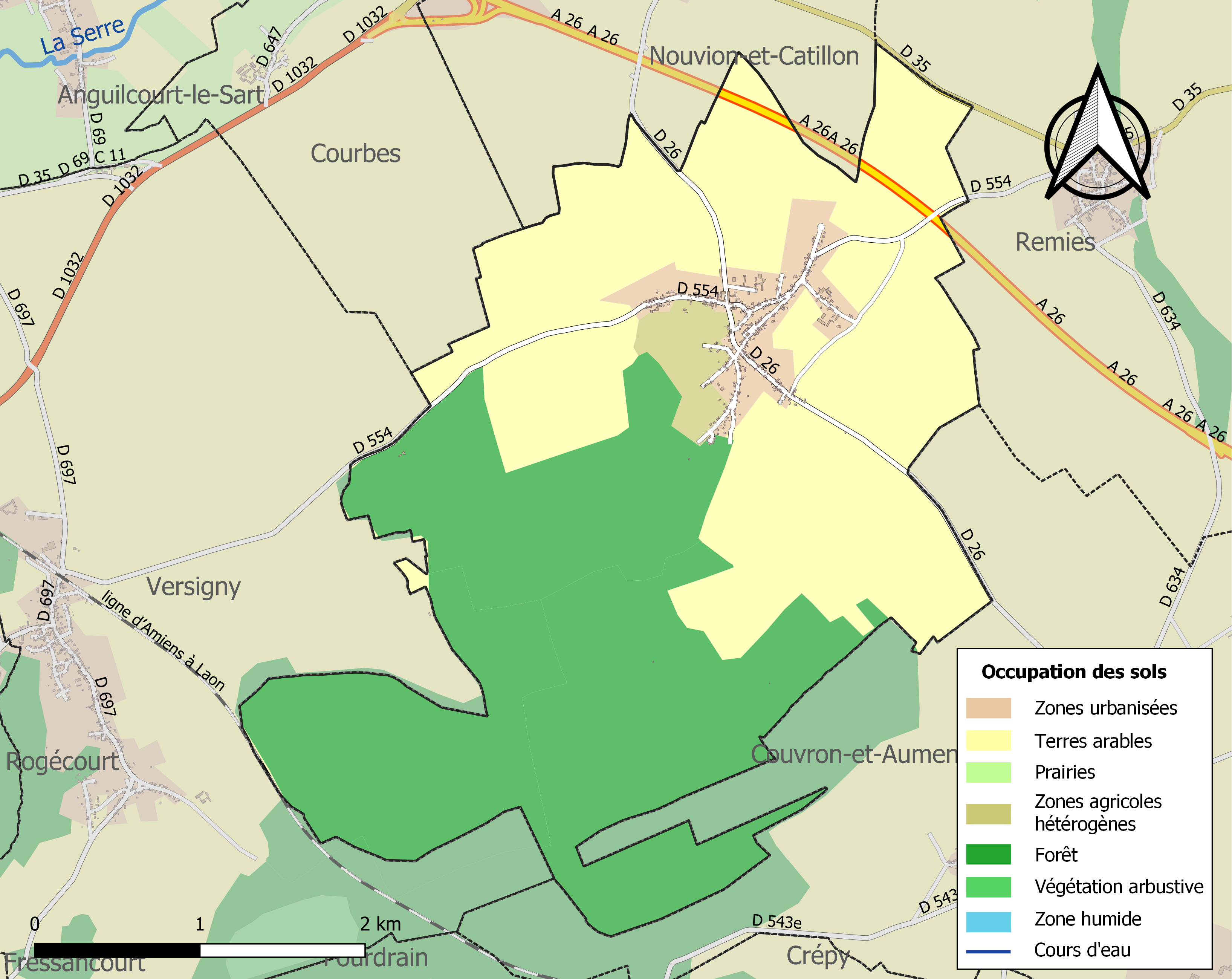
Carte de l'occupation des sols de la commune en 2018 (CLC).

## Toponymie
Le nom de la localité est attesté sous les formes Moncals en 1110 ; Moncels en 1114 ; Moncil en 1125 ; Moncials en 1131 ; Monticelli-super-Seram fluvium en 1145 ; Monciaus, Monceau en 1152 ; Monceals en 1160 ; Moncelli en 1204 ; Moncelli supra Noviant en 1218 ; Moncelli supra Seram en 1340 ; Monciaus-sur-Sère en 1346 ; Monciaus les Leus en 1355 ; Monchaux les Leup en 1384 ; Monceaux en 1398 ; Monceaux les Leup en 1405 ; Monceauls-lez-Leupz en 1501 ; Moncelliluporum en 1546 ; Montceaux-lez-Leups en 1577 ; Monceaux-les-Leups en 1599 ; Monseaulx-les-Leups, Monceaulx-le-Leup en 1610 ; Monceaux-les-Leups en 1714.
Il s'agit d'une formation toponymique médiévale qui consiste en un appellatif employé de manière absolue, à savoir l'ancien français Moncel au sens de « colline », voire « élévation ». L'ancien français moncel est issu d'un hypothétique bas latin *monticellum. Comme l'indiquent les formes anciennes, il s'agissait initialement d'un pluriel picard Moncels > Monciaus, la francisation en a fait un singulier. En revanche, la forme du picard occidental Monchaux ne s'est pas imposée, le village se trouvant au sud-est de l'isoglosse dont le nord-ouest est caractérisé par le « chuintement normanno-picard ». Les communes de Moncheaux (Nord, Moncheaus vers 1192), Monchaux (Nord), Monchaux (Seine-Maritime, Monticellos 712) situées au nord-ouest de l'isoglosse partagent la même étymologie,.
La préposition lès permet de signifier la proximité d'un lieu géographique par rapport à un autre lieu. La commune de Monceau indique qu'elle se situait près de La Maison-des-Leups, maison isolée de Monceau ; aujourd'hui détruite.
Les leups auxquels le nom de cette commune fait référence ne sont autres que les loups, en vieux picard. Ce qui permet de comprendre pourquoi le gentilé, « Lupimoncelliens », commence par lupi qui est le mot latin désignant les loups.

## Politique et administration

### Découpage territorial
La commune de Monceau-lès-Leups est membre de la communauté d'agglomération Chauny-Tergnier-La Fère, un établissement public de coopération intercommunale (EPCI) à fiscalité propre créé le 1er janvier 2017 dont le siège est à Chauny. Ce dernier est par ailleurs membre d'autres groupements intercommunaux.
Sur le plan administratif, elle est rattachée à l'arrondissement de Laon, au département de l'Aisne et à la région Hauts-de-France. Sur le plan électoral, elle dépend du  canton de Tergnier pour l'élection des conseillers départementaux, depuis le redécoupage cantonal de 2014 entré en vigueur en 2015, et de la première circonscription de l'Aisne  pour les élections législatives, depuis le dernier découpage électoral de 2010.

### Administration municipale
| Période                                  | Période                   | Identité              | Étiquette | Qualité                                 |
| ---------------------------------------- | ------------------------- | --------------------- | --------- | --------------------------------------- |
| Les données manquantes sont à compléter. |                           |                       |           |                                         |
| avant 1876                               | après 1879                | Leduc                 |           |                                         |
| mars 2001                                | En cours (au 6 juin 2020) | Jean-Jacques Pierront | DVG       | Artisan Réélu pour le mandat 2020-2026, |

## Démographie
L'évolution du nombre d'habitants est connue à travers les recensements de la population effectués dans la commune depuis 1793. Pour les communes de moins de 10 000 habitants, une enquête de recensement portant sur toute la population est réalisée tous les cinq ans, les populations de référence des années intermédiaires étant quant à elles estimées par interpolation ou extrapolation. Pour la commune, le premier recensement exhaustif entrant dans le cadre du nouveau dispositif a été réalisé en 2005.

En 2022, la commune comptait 434 habitants, en évolution de −8,82 % par rapport à 2016 (Aisne : −1,97 %, France hors Mayotte : +2,11 %).
| 1793 | 1800 | 1806 | 1821 | 1831  | 1836  | 1841  | 1846  | 1851  |
| ---- | ---- | ---- | ---- | ----- | ----- | ----- | ----- | ----- |
| 678  | 937  | 860  | 928  | 1 056 | 1 075 | 1 051 | 1 062 | 1 081 |

| 1856  | 1861  | 1866  | 1872 | 1876 | 1881 | 1886 | 1891 | 1896 |
| ----- | ----- | ----- | ---- | ---- | ---- | ---- | ---- | ---- |
| 1 048 | 1 040 | 1 002 | 952  | 922  | 850  | 796  | 705  | 703  |

| 1901 | 1906 | 1911 | 1921 | 1926 | 1931 | 1936 | 1946 | 1954 |
| ---- | ---- | ---- | ---- | ---- | ---- | ---- | ---- | ---- |
| 685  | 670  | 572  | 574  | 471  | 417  | 468  | 480  | 535  |

| 1962 | 1968 | 1975 | 1982 | 1990 | 1999 | 2005 | 2006 | 2010 |
| ---- | ---- | ---- | ---- | ---- | ---- | ---- | ---- | ---- |
| 530  | 444  | 412  | 389  | 367  | 426  | 438  | 442  | 473  |

| 2015 | 2020 | 2022 | - | - | - | - | - | - |
| ---- | ---- | ---- | - | - | - | - | - | - |
| 475  | 445  | 434  | - | - | - | - | - | - |

## Lieux et monuments
- Église Saint-Martin, église fortifiée.
- Monument aux morts.
- Chapelle Notre-Dame de Monceau-lès-Leups.

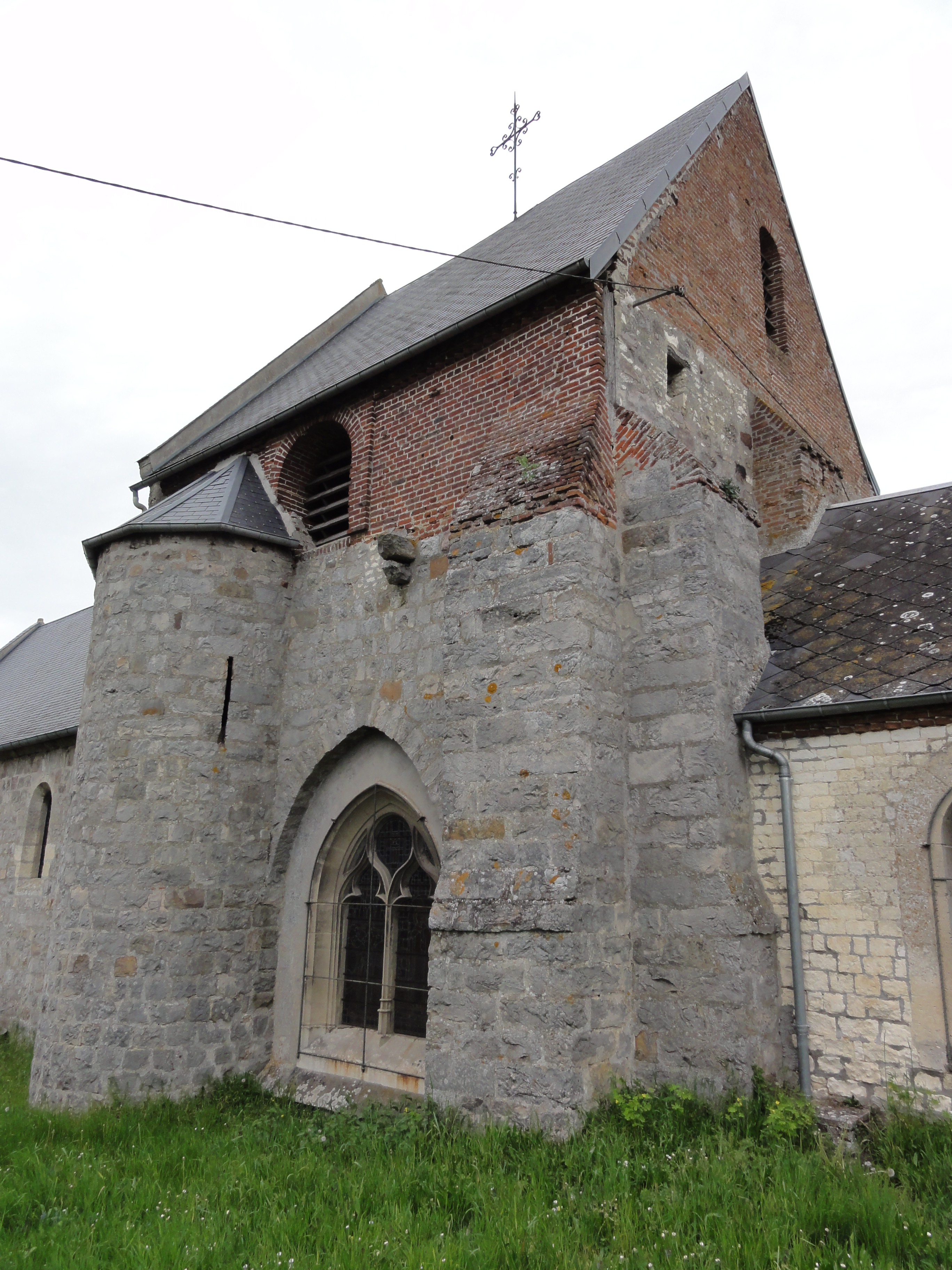
La tour fortifiée de l'église.
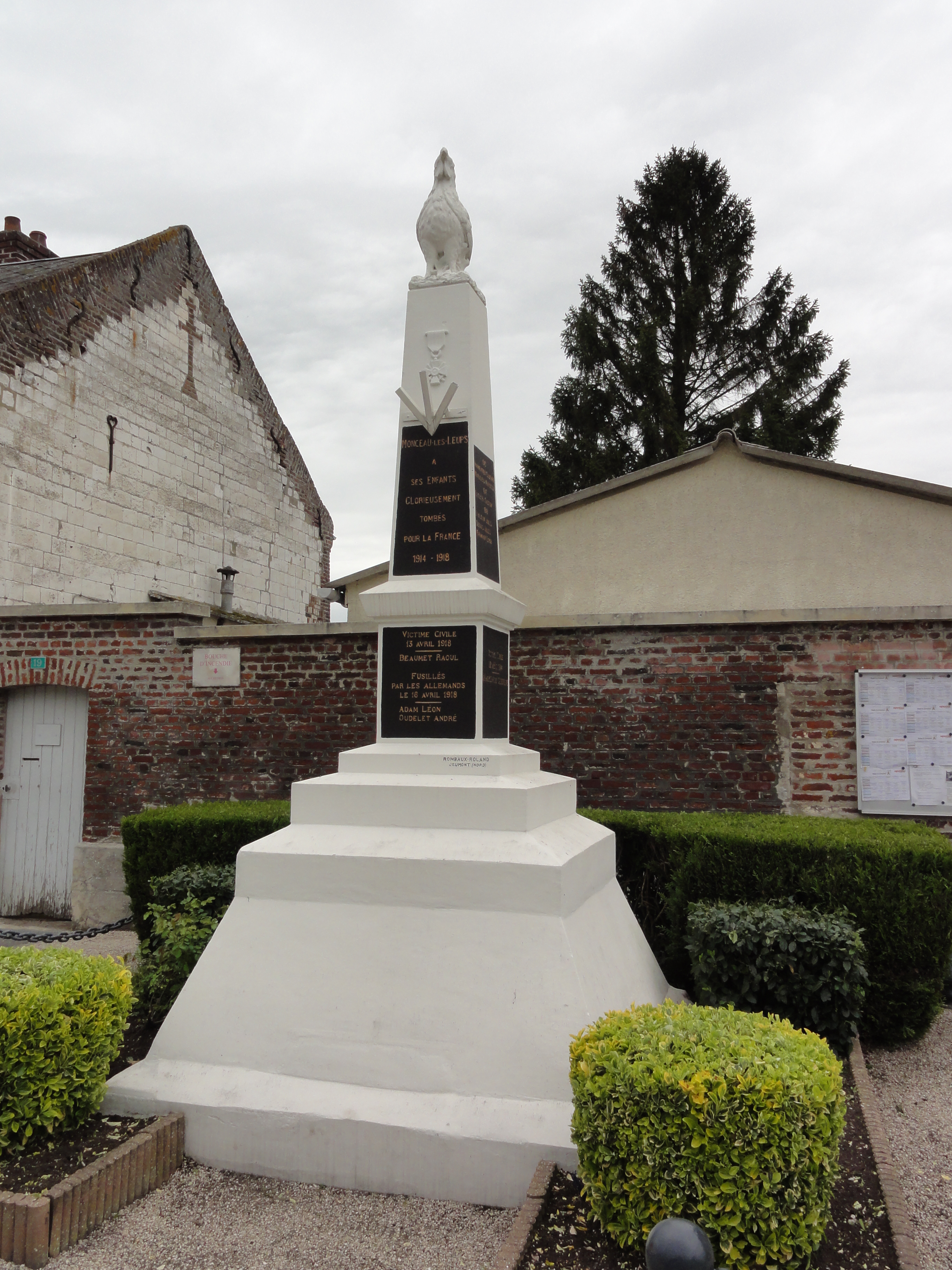
Monument aux morts.

## Personnalités liées à la commune
- Félix-François Barthélémy Genaille, né à Monceau-lès-Leups en 1826, mort en 1885 à Paris et enterré à Monceau-lès-Leups. Peintre académique du XIXe siècle, il a notamment peint un portrait de Napoléon III.